# Carlos Henrique Rodrigues do Nascimento
Carlos Henrique Rodrigues do Nascimento, detto Olívia (Rio de Janeiro, 3 febbraio 1974), è un ex cestista brasiliano.

## Carriera
Con il Brasile ha disputato i Giochi olimpici di Atlanta 1996, i Campionati mondiali del 1994 e due edizioni dei Campionati americani (1993, 1997).